# مايكل جاي فيتزجيرالد
مايكل جاي فيتزجيرالد (بالإنجليزية: Michael J. Fitzgerald)‏ هو كاهن كاثوليكي أمريكي، ولد في 23 مايو 1948 في مونتكلير ‏ في الولايات المتحدة.